# Construccions de pedra seca IX (l'Albi)
Les Construccions de pedra seca IX és una obra de l'Albi (Garrigues) inclosa a l'Inventari del Patrimoni Arquitectònic de Catalunya.

## Descripció
Cabana de pastors utilitzada com a aixopluc ocasional encarada cap al nord-est. La construcció és a base de grans pedres locals sense desbastar i no s'ha fet servir cap tipus d'argamassa. La volta de canó està feta per aproximació de filades. La porta centrada a un dels costats llargs té els muntants i la llinda fetes de pedres més grans. Ha estat datada al 1834 gràcies a una inscripció a la llinda de la porta.
A l'interior hi ha una menjadora que té una llosa plana al cap en forma de taulell, actualment coberta de vegetació.